# Tranarp

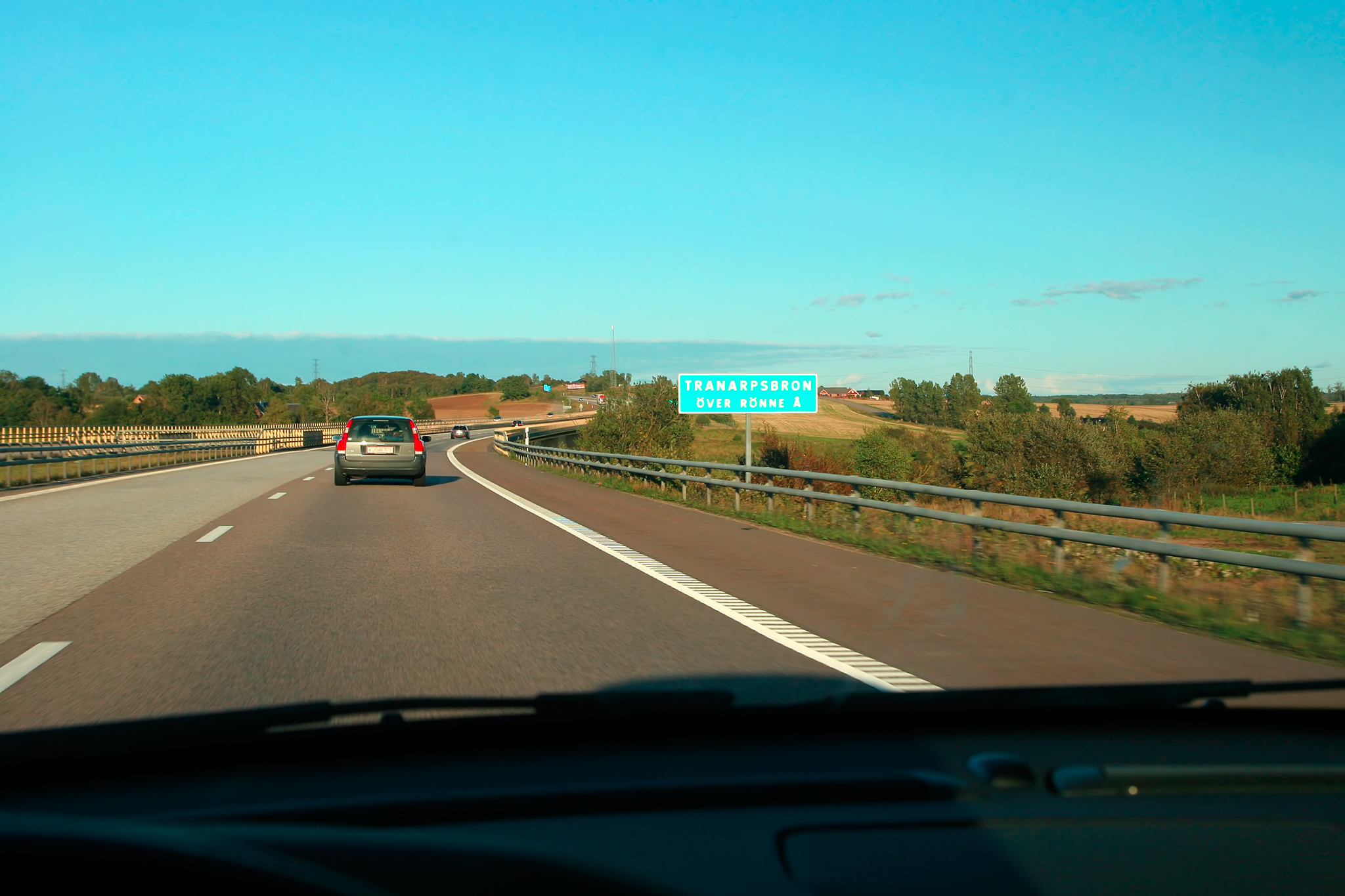
Tranarpsbron i nordlig körriktning.

Tranarp är en ort i Åstorps kommun i Skåne län, belägen vid Rönne å i nordvästra Skåne.
Vid Tranarp ligger Tranarpsbron, som fått sitt namn efter orten. Där inträffade i januari 2013 en av de värsta seriekrockarna i Sveriges historia.